# Petrus Sporrenius
Petrus Andreæ Sporrenius, död 1644 i Säby församling, Jönköpings län, var en svensk präst. 

## Biografi
Petrus Sporrenius kom från Jönköping och var rektor vid Jönköpings trivialskola. Han blev 1602 kyrkoherde i Säby församling och 1626 kontraktsprost i Norra Vedbo kontrakt. Sporrenius avled 1644 i Säby församling.

### Familj
Sporrenius var gift och fick sonnen kyrkoherden Gudmundus Sporenius i Östra Stenby församling.